# Checoslovaquia durante la Segunda Guerra Mundial

## Antecesores
Francia e Inglaterra al ver el desastre que pasó en la Primera Guerra Mundial y al no estar en condiciones de iniciar otra estas se declararon neutrales durante la posguerra evitando oponerse en las sucesivas conquistas de Alemania en los Balcanes, Checoslovaquia (país situado en los Balcanes), se estaba desintegrando y viendo como la mayoría de sus territorios sucesivamente arrebatados, Hungría se anexionó Eslovaquia del sur y Rutenia, Polonia a Těšínsko y una parte del norte de Eslovaquia. El estado checoslovaco sufría una pérdida de áreas industriales, una interrupción de las comunicaciones y una oleada de refugiados, porque tuvo que dejar las regiones de los Sudestes a manos de los alemanes como consecuencia del mismo pacto, y unas 150 000 personas abandonaron la zona.

## Durante la Guerra
Hitler emitió por decreto la institución del Protectorado de Bohemia y Moravia. El gobierno del dicho protectorado funcionaba bajo la dirección y vigilancia de los alemanes. La resistencia, que se esforzaba por hacer otra vez realidad la Checoslovaquia libre de antes del pacto, dio la bienvenida a la Segunda Guerra Mundial: sólo una derrota total de Alemania permitiría la liberación del pueblo checo de la ocupación nazi.
En septiembre de 1941 fue nombrado representante imperial en el protectorado en Bohemia Reinhard Heydrich, el cual inmediatamente proclamó el estado de sitio y mandó detener y ejecutar a toda una lista de miembros de la resistencia nacional. Entre los ejecutados estaba por ejemplo el presidente del gobierno del protectorado, el general Alois Eliáš.
El establecimiento del gobierno checoslovaco en el exilio, con su presidente Beneš, fue todavía más difícil por el hecho de que la enajenación de sus derechos, desintegración y finalmente ocupación de Checoslovaquia se había realizado antes del comienzo de la Segunda Guerra Mundial. A pesar de todo, el gobierno checoslovaco consiguió que Francia y Gran Bretaña declararan el acuerdo de Múnich como inválido, pudiendo finalmente restablecer Checoslovaquia como ente de derecho. Después del año 1941, el Partido comunista de Checoslovaquia colaboró cada vez más intensamente con las facciones nacional y extranjera de la resistencia, y ello desde su sede internacional que estaba en Moscú.
En Eslovaquia, que luchaba al lado de los alemanes, la resistencia nacional y democrática y la comunista se unieron, creando un órgano supremo, el Consejo Nacional Eslovaco.
El 29 de agosto de 1944 se desencadenó el llamado Levantamiento eslovaco nacional, cuyos representantes se proclamaron en favor de Checoslovaquia. En los territorios rebeldes se estipularon movilizaciones para el ejército checoslovaco. Después de dos meses, aguantaban la preponderancia alemana. La lucha siguió en las montañas, pero finalmente el levantamiento fue aplastado.
El presidente Beneš, que tenía un papel determinante en la marcha de las relaciones políticas de Checoslovaquia en el extranjero, se dio cuenta de la creciente influencia de la URSS en los acontecimientos de posguerra. Praga se levantaba en mayo de 1945 y el ejército alemán capitulaba ante los rebeldes, con la condición de que se les permitiría la libre y pacífica retirada del territorio. El ejército rojo llegó a Praga el 9 de mayo de 1945, topándose con las últimas escaramuzas de las unidades más fanáticas de los alemanes. La mayoría de Checoslovaquia fue liberada por la Unión Soviética, sólo la parte oeste de Bohemia lo fue por el ejército estadounidense.

## Resistencia y expulsión de los alemanes
Los acontecimientos de Munich, el periodo del protectorado y el terror alemán desencadenado contra los habitantes checos durante la guerra tuvo como consecuencia el nacimiento de un odio de los checos hacia los alemanes. En los primeros meses que siguieron a la capitulación y al final de la guerra, tuvo lugar un salvaje desalojo de la población étnica alemana, lo cual fue criticado por los aliados occidentales. Pero sobre la necesidad de dicho desalojo había en el país un total acuerdo y convencimiento de que así debía hacerse y que era inexorable. En la conferencia de los aliados en Potsdam en el año 1945, ratificó oficialmente la expulsión de las minorías alemanas de Checoslovaquia, Polonia y Hungría.